# 6lack
Ricardo Valdez Valentine Jr., beter bekend als 6LACK (uitgesproken als "Black"), (24 juni 1992, Baltimore, Maryland). 
Op jonge leeftijd verhuisde hij met zijn familie naar Atlanta, Georgia, waar hij opgroeide. Muziek speelde al vroeg een belangrijke rol in zijn leven; hij begon met rappen en zingen op de middelbare school en nam zijn eerste nummers op in een studio in de buurt van zijn school. 
Tijdens zijn jeugd werd hij beïnvloed door artiesten zoals Usher, The-Dream en T-Pain, en hij ontwikkelde een eigen stijl die zowel hiphop als R&B-elementen combineerde.

## Doorbraak en debuutalbum

### FREE 6LACK, 2016
6LACK tekende in 2011 zijn eerste platencontract, maar hij kreeg weinig creatieve vrijheid, wat zijn carrière vertraagde.  Pas in 2016 brak hij door na zijn overstap naar het label Love Renaissance (LVRN), in samenwerking met Interscope Records. Zijn debuutalbum FREE 6LACK, uitgebracht op 18 november 2016, werd goed ontvangen en bevatte de hit Prblms, die platina werd gecertificeerd en hem internationale erkenning opleverde. 

#### Tweede album (East Atlanta Love Letter, 2018)
Op 14 september 2018 bracht 6LACK zijn tweede studioalbum East Atlanta Love Letter uit. Het album bevatte samenwerkingen met artiesten zoals J. Cole, Future, Offset en Khalid. Het project werd geprezen om zijn introspectieve teksten en melancholische sound en debuteerde op nummer 3 in de Billboard 200-hitlijst. 

##### Samenwerkingen en invloed
Naast zijn solowerk heeft 6LACK samengewerkt met diverse grote namen in de industrie, waaronder:
- J. Cole – "Pretty Little Fears" (2018)
- Khalid & Ty Dolla $ign – "OTW" (2018)
- Lil Tjay – "Calling My Phone" (2021), een wereldwijde hit die meerdere weken hoog in de hitlijsten stond
- Normani – "Waves" (2018)
- The Weeknd – After Hours (Remix) (2020)

## Discografie
- Free 6lack (2016)
- East Atlanta Love Letter (2018)
- Since I Have a Lover (2023)